# 124-я стрелковая бригада
124-я отдельная стрелковая Краснознамённая бригада (124-я осбр) — соединение РККА ВС СССР, принимавшее участие в Великой Отечественной войне. Формирование 124-й осбр было начато в январе — мае 1942 года в Башкирии и завершилось в мае — августе в Рязани. Наибольшую известность бригада получила во время Сталинградской битвы в составе группы полковника Горохова. Именно в полосе 124-й осбр немцы провели последнее наступление в оборонительной фазе Сталинградской битвы. За боевые заслуги в обороне Сталинграда бригада была награждена орденом Красного Знамени. После Сталинградской битвы принимала участие в Смоленской наступательной операции 1943 года и в малоуспешных наступательных операциях на Витебском направлении. В январе 1944 года 124-я стрелковая Краснознамённая бригада была расформирована. Самый известный командир — полковник С. Ф. Горохов.

## История

### В составе действующей армии
- 7 июля 1942 года — 26 января 1943 года;
- 14 марта 1943 года — 5 января 1944 года[1].

### Формирование бригады

#### Аксаково
В январе 1942 года на должность командира вновь формируемой бригады был назначен полковник С. Ф. Горохов. Начальником штаба бригады был назначен подполковник Павел Васильевич Черноус, комиссаром — старший батальонный комиссар Владимир Александрович Греков (из командного состава Военно-политической академии), прибывший в бригаду 6 января. Формирование бригады проходило в Белебеевском районе Башкирской АССР. Её ядро комплектовалось кадровыми военнослужащими РККА, прибывшими с Дальнего Востока, слушателями Военно-политической академии (которая в это время квартировалась в Белебее), выздоровевшими ранеными из госпиталей и призывниками из Башкирии. Среди командиров ротного и батальонного звена было много офицеров, уже имевших боевой опыт. Ядро связистов бригады сформировали выпускники Сталинградского училища связи. Несколько сот человек (большинство из числа 4-го отдельного стрелкового батальона) были из лиц, отбывавших наказание в местах заключения в районе Уфы и выразивших желание искупить вину кровью на фронте (так называемый «Уфимский контингент»). Всего к началу боевых действий в бригаде было 1727 комсомольцев (34,5 % личного состава), 178 членов ВКП(б) и 113 кандидатов в члены ВКП(б) (5,8 % личного состава).
Штаб и политотдел формируемой части базировались на станции Аксаково, прочие подразделения бригады размещались в сёлах Надеждино, Максютово, Знаменка, Шаровка, Слакбаш, совхозе имени М. Горького и на станции Глуховская.
Днём рождения 124-й отдельной стрелковой бригады считается 5 января 1942 года, но первый приказ по бригаде (приказ № 1) был издан 3 января. Номер воинской части и полевая почта № 48204.
Подготовка бригады проходила в тяжёлых погодных условиях (морозы до −40 °C, сильные ветры, толстый снежный покров), на слабой материально-технической базе (деревянные муляжи винтовок, гранат, пушки на тележных колёсах) и с частым привлечением военнослужащих на хозяйственные работы по месту квартирования. По воспоминаниям бывшего комиссара бригады генерал-полковника В. А. Грекова, представитель Наркомата обороны СССР маршал Советского Союза К. Е. Ворошилов, прибыв в феврале 1942 года с инспекцией, «устроил разнос» руководителям района и командному составу бригады за привлечение к сельхозработам в колхозах и совхозах личного состава.
В начале мая 1942 года бригада убыла из Башкирии. Несмотря на проблемы с вооружением, бригада была полностью укомплектована конским составом и амуницией — более 700 лошадей. Пунктом новой дислокации бригады была Рязань, где она была подчинена 1-й Резервной армии. Акт армейской комиссии, принимавшей бригаду, издан 24 мая 1942 года.

#### Рязань
В середине июня 1942 года бригада стала получать материальную часть: оружие и снаряжение. Подразделения, получившие вооружение, убывали в полевые лагеря для проведения практических занятий. В июле состоялись бригадные учения, которые проводил представитель К. Е. Ворошилова руководитель группы контролирования за формированием стрелковых и кавалерийских соединений в военных округах генерал-майор Н. Е. Аргунов. По итогам учений бригада получила отличную оценку по боевой и политической подготовке.
В середине июля, в связи с формированием на базе 1-й Резервной армии 64-й армии, 124-я осбр была переподчинена Московской зоне обороны. В начале августа были проведены учения, которые контролировались комиссией командующего Московским военным округом (МВО). По результатам учений бригаде была дана следующая оценка: «Бригада сколочена и готова к выполнению боевой задачи».
8 августа 1942 года 124-й отдельной стрелковой бригаде представителями командования Московского военного округа было вручено боевое знамя части, с которым она прошла через все испытания вплоть до расформирования в 1944 году.

### Переезд на фронт
В распоряжении Ставки от 11 августа 1942 года командующему МВО в пункте «е» указывалось: «124 осбр. Погрузка ст. Рязань, 6.00 15.08, темп — 3 эшелона в сутки». С 12 по 18 августа 124-я осбр отправилась на фронт в составе 7 эшелонов. В распоряжении командующего Московской зоной обороны и Московским военным округом генерал-лейтенанта П. А. Артемьева в качестве направления указывалась Астрахань.
Во время остановки на станции Аткарск произошёл примечательный случай: командир стрелкового батальона В. Я. Ткаленко, побывав в госпитале, где в течение 2-х месяцев лечился после тяжёлого ранения, узнал, что посмертно награждён орденом Ленина. Госпиталь сообщил в часть по прежнему месту службы, что Ткаленко жив, но воевать больше не сможет.
На станции Баскунчак представители штаба Сталинградского фронта предъявили «Дополнительное Боевое распоряжение № 00328 штаба Сталинградского фронта от 24.8.1942 г.», в соответствии с которым бригаде приказывалось начать выдвижение в сторону Сталинграда. Выгрузка производилась в районе населённых пунктов Заплавное и Средняя Ахтуба. Часть эшелонов при разгрузке попала под бомбёжку, но потерь среди личного состава не было. Однако седьмой эшелон, перевозивший тыл бригады, на станции Ахтуба при бомбардировке понёс потери в личном составе (в основном среди водителей), при этом сгорело 18 автомобилей и всё топливо бригады.
К 26 августа бригада сосредоточилась на восточном берегу Волги в районе верховья реки Ахтуба, в ожидании переправы в осаждённый город. В ночь с 27 на 28 августа бригада была переброшена на правый берег ниже устья реки Пионерка. Переправа осуществлялась с 20:00. В эту ночь все переправочные средства были отданы бригаде, начальником переправы был назначен полковник С. Ф. Горохов. За ночь была переправлена вся бригада, кроме 1-го батальона, артиллерии и тыла бригады, которые отстали из-за бомбёжек в зоне разгрузки. Потери при переправе: двое раненых и утопленный ручной пулемёт.

## Боевая деятельность

### Сталинградская битва
Изначально 124-ю осбр планировалось использовать в качестве резерва фронта на южном участке обороны на направлении железнодорожной линии Воропоново — Сталинград с дислокацией в районе высоты 154,7 недалеко от станции Садовая. К 12 часам дня 28 августа основные силы бригады достигли района дислокации, затратив на марш по разбомблённому городу 4—5 часов.
Однако утром 28 августа командир бригады был срочно вызван в штаб фронта. Командующий фронтом А. И. Ерёменко в присутствии члена военного совета фронта Н. С. Хрущёва, секретаря ЦК ВКП(б) Г. М. Маленкова, заместителя Председателя Совнаркома СССР В. А. Малышева, начальника Генерального штаба РККА А. М. Василевского, начальника Бронетанкового управления Наркомата обороны Я. Н. Федоренко, командира 10-й дивизии НКВД полковника А. А. Сараева, поставил задачу: «29.8.42 года, с утра перейти в наступление от Тракторного завода на север вдоль Волги. На рубеже Ерзовка возможна встреча с наступающей 64-й сд из состава выдвигаемой от Камышина армии Р. Я. Малиновского».
Одновременно 28 августа, для осуществления наступления, создавалась группа войск в составе: 282-й стрелковый полк внутренних войск НКВД 10-й дивизии НКВД, 99-я отдельная танковая бригада, 32-й батальон морской пехоты под командованием А. Горшкова (отряд морской пехоты Волжской военной флотилии), отдельный стрелковый ремонтно-восстановительный батальон, истребительный батальон Тракторозаводского района, а также около сорока неходовых танков, используемых как огневые точки. Группу должен был возглавить полковник Горохов по прибытии 124-й осбр в район наступления. Вечером 30 августа в группу была включена 149-я отдельная стрелковая бригада под командованием подполковника В. А. Болвинова. Так сформировалась оперативная группа полковника Горохова.
В 13:00 начальник штаба 124-й осбр подполковник Черноус получил приказ о переброске бригады в район северного участка обороны 62-й армии: северная окраина рабочего посёлка Сталинградского тракторного завода — посёлок Спартаковка — село Латошинка — село Орловка.
В своих мемуарах генерал-майор С. Ф. Горохов так оценил действия командующего фронтом А. И. Ерёменко:

Более бестолкового решения от командующего фронтом я не ждал: чтобы буквально с ходу, не дав ничего светлого времени командирам частей впервые прибывшего на фронт соединения, бросить их в бой… Чего я боялся, то и вышло. А нужды вводить бригаду с ходу не было. И сутки, и двое можно было терпеть с наступлением в районе Тракторного завода. Противник тоже измотал свои силы и перешёл к обороне. От неуспеха наступления нас спасла только отличная подготовка людей.— 
К этому времени на северном участке сложилась угрожающая ситуация. 23 августа XIV танковый корпус вермахта, совершив в течение дня бросок длиной в 60 километров, вышел к Волге в районе сёл Акатовка, Латошинка и посёлка Рыно́к и оказался на дистанции 2—3 километров от Сталинградского тракторного завода. Создалась непосредственная угроза заводу. Для прикрытия завода были использованы отряды народного ополчения, истребительные батальоны, рабочие отряды и воинские части, спешно собранные из имеющихся в Сталинграде. Был создан северный участок обороны под руководством генерал-майора Н. В. Фекленко. В течение 5 суток группа Фекленко сдерживала противника на рубеже реки Сухая Мечётка. Части, входившие в группу Фекленко, были переподчинены полковнику С. Ф. Горохову.
К 29 августа группа Фекленко была усилена 124-й отдельной стрелковой бригадой, 149-й отдельной стрелковой бригадой и 115-й стрелковой бригадой. Одновременно вместо группы Фекленко была создана группа полковника Горохова с подчинением ему частей северного участка. 29 августа группа полковника Горохова перешла в наступление и выбила противника из посёлков Спартаковка, Рыно́к, Латошинка, отбросив его до 8 километров от Мокрой Мечётки, за птицеферму. Таким образом, был сформирован участок обороны, который удерживался группой полковника Горохова до 24 ноября 1942 года.
Ядром группы полковника Горохова была 124-я отдельная стрелковая бригада. Например, начальник артиллерии 124-й отдельной стрелковой бригады майор Аркадий Маркович Моцак стал начальником артиллерии группы полковника Горохова.
Снабжение материально-техническими и прочими видами довольствия 124-й осбр, как и группы полковника Горохова в целом, обеспечивалось через Волгу и частично по воздуху. При этом активно использовался сбор вооружения и боеприпасов, брошенных в зоне боёв. Так, старший оружейный мастер 2-го стрелкового батальона 124-й осбр старшина технической службы Алексей Иванович Попов после боя 29 августа в течение нескольких ночей под пулемётным огнём противника собирал своё и трофейное оружие и боеприпасы, отдаляясь от своих окопов до 1 километра.
Огневую поддержку бригады обеспечивали в том числе и корабли Волжской военной флотилии: канонерские лодки «Усыскин» и «Чапаев», 4 бронекатера и 2 плавучие батареи.
На 11 сентября 1942 года численность и вооружение 124-й осбр были следующие:
|            | Люди      | Лошади | Винтовки | ППШ     | Ручные пулемёты | Станковые пулемёты | Миномёты | Орудия | ПТР    |
| ---------- | --------- | ------ | -------- | ------- | --------------- | ------------------ | -------- | ------ | ------ |
| 124-я осбр | 3607 чел. | 620    | 2438 шт. | 341 шт. | 84 шт.          | 22 шт.             | 56 шт.   | 25 шт. | 68 шт. |

Численный состав 124-й осбр во время Сталинградской битвы:
|            | 11 сентября | 25 сентября | 1 октября | 5 октября | 19 октября | 20 ноября |
| ---------- | ----------- | ----------- | --------- | --------- | ---------- | --------- |
| 124-я осбр | 3607 чел.   | 4218 чел.   | 4154 чел. | 3520 чел. | 2640 чел.  | 2898 чел. |

Потери с 29 августа по 20 сентября составили 1667 человек. Из них старших и средних командиров — 73 человека, младших командиров — 400 человек, рядового состава — 1119 человек. Убитых — 360, раненых — 975 человек, без вести пропавших — 332 человека. За это время прибыло 1040 человек пополнения. На 20 сентября в бригаде числилось 4314 человек. Из них старших и средних командиров — 392 человека, младших командиров — 823 человека, рядовых — 3099 человек.
15 октября 1942 года немецкие войска ударом от села Латошинка попытались прорваться к устью Мокрой Мечётки и отрезать 124-ю осбр от переправ. Отдельные группы противника достигли устья реки, и группа полковника Горохова на некоторое время оказалась в полном окружении. Однако к 19 октября положение улучшилось: XIV танковый корпус вермахта основными силами сдерживал части РККА, пытавшиеся прорваться к Сталинграду с севера, LI пехотный корпус вермахта наступал южнее в районе заводов, а группа Горохова активными действиями смогла избежать окружения. 19 октября в подчинении полковника С. Ф. Горохова было 3953 человека, 15 станковых пулемётов, 95 ручных пулемётов, 57 противотанковых ружей, 22 45-мм пушки, 20 76-мм пушки, 21 120-мм миномёт, 48 82-мм миномётов, 23 50-мм миномёта. При этом 2640 человек были из числа 124-й осбр.
На 20 октября 1942 года 124-й осбр было заявлено о нанесении значительного ущерба противнику: убито 5950 военнослужащих противника, рассеяно до трёх батальонов, уничтожено 28 и подбит 21 танк, сбито 3 самолёта, подбито 3 бронемашины, подавлено до 14 артбатарей, уничтожено 52 автомобиля, взорвано 5 складов боеприпасов и т. д.
В первой половине ноября в связи с ледоходом осложнилось материальное обеспечение бригады. До 11 ноября с левого на правый берег смогли прийти всего два транспорта. В период с 11 по 15 ноября снабжение бригады резко ухудшилось: по Волге непрерывно шёл лёд, практически прервавший связь с левым берегом. Снабжение осуществлялось в основном самолётами У-2 и изредка отдельными рейсами бронекатеров. Снабжение самолётами У-2 продолжалось до 23 ноября. Также ледоход практически прервал эвакуацию раненых на левый берег, где располагался медсанбат 124-й осбр. На правом обрывистом берегу, в «мёртвой» зоне, был создан санитарный пункт, где раненые получали первую помощь и ожидали эвакуации на восточный берег на отдельных лодках.
2 ноября позиции бригады подверглись десятичасовой бомбардировке, а в 17 часов пехота противника при поддержке танков перешла в наступление, которое было успешно отбито.

#### Последнее немецкое наступление в Сталинграде
17 ноября 1942 года противник предпринял последнюю попытку опрокинуть гороховцев. В ночь с 16 на 17 ноября на сторону противника перебежало отделение (5—7 бойцов) из роты лейтенанта П. Т. Кашкина (2-й отдельный стрелковый батальон) из накануне прибывшего пополнения. Немецкое наступление началось примерно в 5 утра с просачивания до роты противника за вторую траншею в расположение командных пунктов 2-го осб и 3-й роты. В отражении внезапной атаки приняли участие бойцы и командиры штаба и тыла батальона: связисты, повара, оружейные мастера, связные и т. д. В 6 часов начался артналёт на передовые позиции бригады, а в 6:30 началось наступление на северо-западную окраину Рынка́ и северную окраину Спартаковки. Примерно в 7 часов немцы продавили роту П. Т. Кашкина и начали просачиваться в Рыно́к. Ситуацию усугублял сильный туман, накрывший позиции. Около 8 утра роты противника продвигались прямо на командный пункт бригады. С. Ф. Горохов ввёл в бой последний резерв: сапёрный батальон бригады, разведроту и взвод противотанковых ружей — всего около 300 человек. К 14 часам противник был выбит из посёлка Рыно́к. В 15:30 и в 18:00 противник пробовал безуспешно атаковать. Бой завершился к 23 часам. Основной удар немецких частей пришёлся на 2-й отдельный стрелковый батальон. Со стороны противника в этом бою участвовали 64-й и 79-й мотополк, 16-й мотобатальон, 2-й танковый полк, 16-й артполк и сапёрное усиление. В совокупности немецкие потери составили 650 человек убитыми и 17 танков, из которых девять были сожжены. Потери 2-го осб составили до двухсот человек.
22 и 23 ноября бригада вела наступательные бои с целью освободить Спартаковку. Однако из-за малочисленности ударных групп к концу дня удалось освободить лишь часть посёлка. В 13 часов 24 ноября ударом в направлении Латошинки 124-я отдельная стрелковая бригада соединилась с наступающим с севера 197-м стрелковым полком 99-й стрелковой дивизией 66-й армии.

#### Участие в разгроме окружённой немецкой группировки
28 ноября встал вопрос о переподчинении 124-й осбр 66-й армии, но бригада осталась в составе 62-й армии до 3 января 1943 года, при этом встав на все виды довольствия в Донском фронте.
В конце декабря 1942 года 124-я осбр была отведена на переформирование. Затем из района станции Котлубань 10 января бригада перешла в наступление и до 26 января 1943 года участвовала в уничтожении окружённой 6-й армии вермахта под командованием генерал-фельдмаршала Ф. Паулюса.
Наступление проходило в тяжёлых условиях: за девять дней наступления боевой состав бригады сократился до 150—200 штыков. Однако бригаде удалось продвинуться на 3,5—4 километра и причинить противнику значительный ущерб: убито и ранено до 900 солдат и офицеров, разгромлены два опорных пункта, сожжено 6 танков и 9 автомашин, захвачено 4 исправных и 16 подбитых танка.
За всё время участия 124-й отдельной стрелковой бригады в Сталинградской битве с 28 августа 1942 года по 26 января 1943 года противнику был нанесён заметный ущерб: уничтожено 14 129 солдат и офицеров, 82 танка, 121 автомашина, 2 шестиствольных миномёта, 17 противотанковых, полевых и самоходных пушек, 18 миномётов, взорвано 7 складов с боеприпасами, разбито 80 повозок. Бригада захватила 27 танков, 170 автомашин. За боевые заслуги 1083 бойца и командира бригады были награждены орденами и медалями.
За проявленные мужество и героизм 124-я отдельная стрелковая бригада была награждена 31 марта 1943 года орденом Красного Знамени.
1 февраля сильно поредевшая 124-я осбр прибыла на станцию Котлубань для убытия на другой участок фронта. 3 и 4 февраля бригада, поместившаяся в три эшелона, отправилась на Калининский фронт.

### На Калининском и 1-м Прибалтийском фронтах
Путь на Калининский фронт продолжался с 4 по 22 февраля 1943 года. 15 февраля, во время короткой остановки на станции Рязань-Вторая, бригаду посетили представители Рязанского обкома партии, которые встретились с командирами и политработниками бригады и вручили подарки от трудящихся Рязани и области.
22 февраля эшелоны бригады прибыли для разгрузки на станцию Скворцово Торопецкого района Калининской области. До 13 марта бригада пополнялась личным составом. В это время штаб бригады дислоцировался в деревне Шадрино. В марте 1943 года 124-я отдельная стрелковая бригада была включена в состав 83-го стрелкового корпуса. 14 марта бригада убыла на фронт. 19 марта, пройдя 150 километров пешим порядком, бригада прибыла в район сосредоточения для участия в наступлении. 23 марта бригада была отправлена в 39-ю армию. Пройдя за две ночи 75 километров, 26 марта бригада заняла позицию в районе деревни Демяхи. В этом районе бригада принимала активное участие в строительстве второго оборонительного рубежа. 4 июля командующий 39-й армией генерал-лейтенант А. И. Зыгин в торжественной обстановке вручил 124-й осбр орден Красного Знамени.
В рамках Духовщинско-Демидовской операции бригада с 13 августа участвовала в прорыве сильно укреплённой обороны противника на реке Царевич (в районе Кулагинских высот), через село Троицкое на Духовщину. Так называемая «Кулагинская битва» длилась почти два месяца и привела к большим потерям: вся 124-я осбр была сведена в два батальона. Бригада участвовала в освобождении городов Духовщина (19 сентября 1943 года) и Рудня (29 сентября 1943 года).
В январе 1944 года 124-я стрелковая Краснознамённая бригада была расформирована.

## Состав бригады
- управление бригады;
- четыре отдельных стрелковых батальона;
- отдельный миномётный дивизион;
- отдельный миномётный батальон;
- отдельный батальон связи;
- отдельный артиллерийский дивизион;
- отдельный истребительно-противотанковый дивизион.

## Командный состав бригады
- Командиры бригады:

полковник Сергей Фёдорович Горохов (14.01.1942 — 08.12.1942);
подполковник Павел Васильевич Черноус (09.12.1942 — 30.12.1942);
полковник Илья Иосифович Магалашвили (30.12.1942 — 05.07.1943);
полковник Владимир Захарович Асламов (05.07.1943 — 17.09.1943);
полковник Феоктист Данилович Майборода (17.09.1943 — 16.11.1943).
- Комиссар и заместители командира бригады по политчасти:

старший батальонный комиссар Владимир Александрович Греков;
майор Павел Леонтьевич Рябов.
- Начальники штаба бригады:

подполковник Павел Васильевич Черноус;
майор Дмитрий Фёдорович Старощук;
капитан Андрей Владимирович Семашко.

## Подчинение бригады
| Период   | Фронт (округ)           | Армия               | Корпус | Примечания |
| -------- | ----------------------- | ------------------- | ------ | ---------- |
| 01.01.42 | ЮУВО                    |                     |        |            |
| 01.02.42 | ЮУВО                    |                     |        |            |
| 01.03.42 | ЮУВО                    |                     |        |            |
| 01.04.42 | ЮУВО                    |                     |        |            |
| 01.05.42 | ЮУВО                    |                     |        |            |
| 01.06.42 | ЮУВО                    | 1-я Резервная армия |        |            |
| 01.07.42 | МВО                     | 1-я Резервная армия |        |            |
| 01.08.42 | МВО                     |                     |        |            |
| 01.09.42 | Сталинградский фронт    | 62-я А              |        |            |
| 01.10.42 | Сталинградский фронт    | 62-я А              |        |            |
| 01.11.42 | Сталинградский фронт    | 62-я А              |        |            |
| 01.12.42 | Сталинградский фронт    | 62-я А              |        |            |
| 01.01.43 | Сталинградский фронт    | 62-я А              |        |            |
| 01.02.43 | РВГК                    |                     |        |            |
| 01.03.43 | РВГК                    |                     |        |            |
| 01.04.43 | Калининский фронт       | 39-я А              |        |            |
| 01.05.43 | Калининский фронт       | 39-я А              |        |            |
| 01.06.43 | Калининский фронт       | 39-я А              |        |            |
| 01.07.43 | Калининский фронт       | 39-я А              |        |            |
| 01.08.43 | Калининский фронт       | 39-я А              |        |            |
| 01.09.43 | Калининский фронт       | 39-я А              |        |            |
| 01.10.43 | Калининский фронт       | 39-я А              |        |            |
| 01.12.43 | 1-й Прибалтийский фронт | 39-я А              |        |            |
| 01.01.44 | 1-й Прибалтийский фронт | 39-я А              |        |            |

## Память
В Аксаково на доме 4 по улице Вокзальной установлена памятная доска с текстом: «В этом здании в 1941—1942 годах размещался штаб и политотдел 124 отдельной краснознамённой стрелковой бригады. Командир бригады Горохов С. Ф., комиссар Греков В. А., нач. штаба Черноус П. В.».
В Тракторозаводском районе города Волгограда на здании школы № 88 установлена мемориальная доска со словами: «Здесь героически сражались части 62-й армии — 124-й и 149-й бригад. Август 1942 года — февраль 1943 года».
В посёлке Спартановка на набережной имени Волжской флотилии (профилакторий алюминиевого завода) памятной доской, открытой 1 августа 1973 года, отмечено место, где размещался командный пункт 124-й отдельной стрелковой бригады и группы войск полковника Горохова. Мемориальная доска открыта в 1973 году. На памятной доске выбит текст: «В откосе берега Волги, близ этого здания, размещался командный пункт 124-й стрелковой бригады и группы войск полковника Горохова С. Ф. Октябрь — декабрь 1942 г.».
Также мемориальной доской, открытой 2 февраля 1963 года по адресу посёлок Спартановка, улица Грамши, 30, отмечено место, где сражались части 124-й и 149-й отдельных стрелковых бригад. На чугунной доске выбит текст: «Здесь героически сражались части 62-й армии — 124-й и 149-й бригад. Август 1942 г. — февраль 1943 г.».
На административном корпусе Волгоградского алюминиевого завода (улица Шкирятова, дом 21) 26 апреля 1985 года размещена гранитная памятная доска с текстом: «В августе — сентябре 1942 года здесь проходил северный рубеж обороны Сталинграда, который самоотверженно защищали, сражаясь с немецко-фашистскими захватчиками: 1077-й зенитный артиллерийский полк, 21-й и 28-й учебные танковые батальоны, 282-й стрелковый полк 10-й дивизии НКВД. Части народного ополчения и истребительные батальоны, 738-й истребительно-противотанковый артиллерийский полк, сводный батальон и корабли Волжской военной флотилии, 115, 124, 149-я отдельные стрелковые бригады, 249-й конвойный полк НКВД, 724-й стрелковый полк 315-й стрелковой дивизии, сводный стрелковый полк 196-й стрелковой дивизии, 2-я мотострелковая бригада».
На месте соединения группы полковника Горохова С. Ф. с войсками Донского фронта (развилка шоссе Волжский — Камышин) в 1970 году установлена стела. Памятник выполнен по проекту архитектора Е. И. Левитана из серого гранита в форме развевающегося знамени, на котором выбит текст: «Здесь 24 ноября 1942 года после трёхмесячных ожесточённых боев с немецко-фашистскими захватчиками войска группы полковника Горохова Сталинградского фронта соединились с войсками Донского фронта генерала Рокоссовского. Слава героям Сталинградской битвы».
В Волгоградской средней общеобразовательной школе № 61 с 5 мая 1985 года открыт «Музей боевой славы имени Гороховцев», рассказывающий о боевом пути 124-й отдельной стрелковой бригады и её командира — С. Ф. Горохова.

## Отражение в искусстве
В сентябре 1942 года в 124-ю отдельную стрелковую бригаду прибыла группа корреспондентов газеты «Красная звезда»: главный редактор бригадный комиссар Д. И. Ортенберг, журналисты старшие батальонные комиссары К. М. Симонов и В. И. Коротеев и фотокорреспондент В. А. Тёмин. По результатам пребывания в зоне боевых действий Константин Симонов написал цикл произведений, который он сам называл «моим Сталинградским дневником»: очерк «Бой на окраине», повесть «Дни и ночи» и через месяц после окончания боёв очерк «Зимой сорок третьего…».
В повести «Дни и ночи» представлены бойцы и командиры 124-й осбр: командир 2-го отдельного стрелкового батальона лейтенант В. Я. Ткаленко (в повести — Сабуров), начальник штаба 2-го осб, племянник Н. А. Семашко, лейтенант А. В. Семашко (в повести — лейтенант Масленников).
В интервью критику и журналисту Косолапову Константин Симонов сказал: «…В Сталинграде я встретил очень славного мальчика — лейтенанта Семашко… Я написал его отношения с командиром батальона так, как почувствовал, увидел. Командир батальона был очень боевой человек. И душевно сильный. А Семашко был совсем юный. Он был привязан к Ткаленко… Храбрый, прекрасный начальник штаба батальона. Но я его погубил в „Днях и ночах“. На самом же деле он там, в Сталинграде, остался жив. А погиб под Смоленском в сорок третьем году…».
Впоследствии между Симоновым и Ткаленко завязалась дружба, и они поддерживали переписку и встречались после войны.
В конце марта 1971 года в «Литературной газете» Симонов опубликовал очерк «Комиссары», в котором прозвучали такие слова: «И когда я потом писал повесть „Дни и ночи“ о тех днях в Сталинграде, я часто вспоминал и Горохова, и Грекова, и Ткаленко. Не будь тех встреч с ними на том клочке волжского берега, который они, окружённые со всех сторон, так до конца и не отдали немцам, не было бы и книги».
Во время выступления на 60-летии Константина Симонова генерал-полковник В. А. Греков говорил: «…тогда, в сентябре 1942 года, уважаемый юбиляр своей дотошностью доставлял нам порядком хлопот и волнений».
Кроме этого, в «Красной звезде» была опубликована серия фотографий Виктора Тёмина под заголовком «Героические защитники Сталинграда». Многие бойцы и командиры, запечатлённые в этой серии, сражались в 124-й осбр.